# Leninskij (rejon jaszkiński)
Leninskij (ros. Ленинский) – osiedle w Rosji, w obwodzie krmerowskim, w rejonie jaszkińskim. W 2010 liczyło 706 mieszkańców.